# Бубенка
Бубенка — река в России, протекает в Свердловской области. Устье реки находится в 45 км по правому берегу реки Юрмыч. Длина реки составляет 11 км. 

## Данные водного реестра
По данным государственного водного реестра России относится к Иртышскому бассейновому округу, водохозяйственный участок реки — Пышма от Белоярского гидроузла и до устья, без реки Рефт от истока до Рефтинского гидроузла, речной подбассейн реки — Тобол. Речной бассейн реки — Иртыш.

## Населённые пункты
- Бубенщикова